# 韦尔河畔芒德尔
韦尔河畔芒德尔（法語：Mandres-sur-Vair，法語發音：[mɑ̃dʁ syʁ vɛʁ] ⓘ）是法国大東部大區孚日省的一个市镇，属于讷沙托区。

## 地理
韦尔河畔芒德尔（48°13'26"N, 5°53'33"E）面积11.93 平方千米，位于法国大東部大區孚日省，该省份为法国东北部内陆省份，北起默兹省和默尔特-摩泽尔省，西接上马恩省，南至上索恩省和贝尔福地区省，东临上莱茵省和下莱茵省。
与韦尔河畔芒德尔接壤的市镇（或旧市镇、城区）包括：欧赞维利耶、韦尔河畔贝尔蒙、比尔涅维尔、孔特雷克塞维尔、诺鲁瓦、圣勒米蒙。

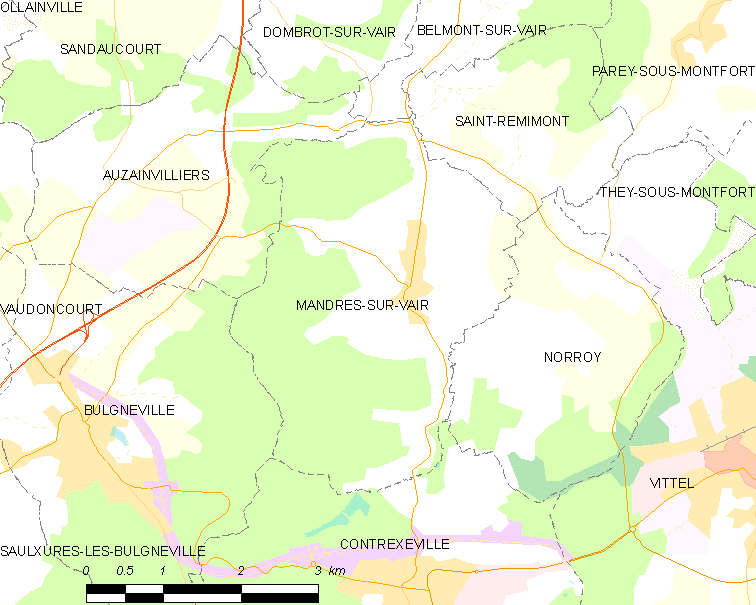
韦尔河畔芒德尔的OSM定位图

韦尔河畔芒德尔的时区为UTC+01:00、UTC+02:00（夏令时）。

## 行政
韦尔河畔芒德尔的邮政编码为88800，INSEE市镇编码为88285。

## 政治
韦尔河畔芒德尔所属的省级选区为维泰勒县。

## 人口

1962-2008年间韦尔河畔芒德尔人口变化图示

韦尔河畔芒德尔于2022年1月1日时的人口数量为438人。